# Jambuwer
Jambuwer is een bestuurslaag in het regentschap Malang van de provincie Oost-Java, Indonesië. Jambuwer telt 5038 inwoners (volkstelling 2010).